# Trigonella kotschyi
Trigonella kotschyi är en ärtväxtart som beskrevs av George Bentham. Trigonella kotschyi ingår i släktet trigonellor, och familjen ärtväxter. Inga underarter finns listade i Catalogue of Life.